# Charles Faider
Charles Jean Baptiste Florian Faider (Triëst, 6 september 1811 - Brussel, 6 april 1893) was een Belgisch politicus.

## Levensloop
Faider werd te Trieste geboren waar zijn vader een hoge ambtenaar van de Franse Keizerrijk was voor Illyrië. Na 1814 keerde de familie in de toekomstige België terug.
Faider werd beroepshalve jurist en was lid en voorzitter van de Koninklijke Academie van België. Later werd hij eveneens magistraat en in 1871 werd hij benoemd tot procureur-generaal van het Hof van Cassatie.
Van 1852 tot 1855 was hij bovendien als extraparlementaire liberaal minister van Justitie in de regering van Henri de Brouckère. Onder zijn bewind werd op 20 december 1852 de Wet-Faider uitgevaardigd, die het beledigen van buitenlandse staatshoofden strafbaar stelde. De wet kwam er onder druk van de Franse keizer Napoleon III die wou dat België Franse ballingen zou vervolgen die vanuit België kritiek op hem leverden. De voorwaarde dat de beledigde buitenlandse regering klacht moest indienen om te kunnen vervolgen, werd in 1858 geschrapt (zgn. wet-Tesch). De wet-Faider uit 1852 is in 2005 opgeheven.
Hij maakte eveneens deel uit van het literair genootschap Société des Douze.

## Publicaties
- Coup d'œil historique sur les institutions provinciales et communales en Belgique, 1834
- De la personnification civile des associations religieuses, 1840
- Étude sur les constitutions nationales, 1842
- Études sur la Constitution belge de 1831, 1871-1885
- Histoire des institutions politiques de la Belgique, 1875